# Filipines Nord
Les Filipines Nord, també coneguda com a zona de Can Sabadell, formen part de l'antiga maresma de les Filipines. La carretera C31 va partir aquesta maresma en dues zones, les "Filipines Nord" -zona humida situada al nord de la C31- i El Remolar-Filipines -zona humida situada al sud.
Aquest espai s'ha vist molt afectat pel desviament i condicionament de diferents infraestructures viàries, associades a
les obres d'ampliació de l'aeroport del Prat. Amb la revisió de l'inventari, s'ha reduït la zona humida inicialment inclosa, excloent-ne les zones ocupades per noves infraestructures.
La vegetació d'aquest espai està formada per diverses comunitats característiques de zones aigualoses: jonqueres, prats humits, salicornars, canyissars i canyars. Destaquen per la seva extensió les jonqueres de Juncus acutus (hàbitat d'interès comunitari 1410 "Prats i jonqueres halòfils mediterranis (Juncetalia maritimi)"). Hi ha taques més localitzades de salicornar dominat per cirialera fruticosa (Sarcocornia fruticosa) i herbeis de salats (Suaeda maritima) i (Suaeda fruticosa) (hàbitat d'interès comunitari 1420 Matollars halòfils mediterranis i termoatlàntics (Sarcocornetea fruticosae). També hi apareix l'hàbitat d'interès comunitari 1430 "Matollars halonitròfils (Pegano-Salsoletea)".
Un altre ambient destacable són els canals d'aigua i les basses d'inundació permanent. Alguns d'aquests canals conservaven les aigües relativament netes, per la qual cosa eren una reserva per a algunes espècies més exigents en la qualitat de les aigües. És en aquestes zones on es va localitzar l'espargani comú (Sparganium erectum), que tenia aquí l'única localitat en tot el delta del Llobregat. Després de les obres abans esmentades, cal estudiar l'estat d'aquesta espècie a la zona. També s'hi havia citat espècies com la carofícia Chara vulgaris, les poligonàcies Polygonium amphibium i Polygonium salicifolium, el lliri groc (Iris pseudacorus), la llentia d'aigua (Lemna minor), la boga, etc.
Pel que fa a la fauna, l'espai era una important zona d'alimentació de l'agró roig (Ardea purpurea) i l'arpella (Circus aeruginosus).
Aquest espai s'ha vist molt afectat per la construcció de noves infraestructures viàries, tal com s'ha comentat anteriorment. L'espai també és objecte d'abocaments incontrolats.
Aquest espai forma part de l'Eix Verd Remolar-Filipines-Reguerons, molt afectat per l'ampliació de l'aeroport del Prat. Està inclòs dins l'espai de la Xarxa Natura 2000 ES0000146 "Delta del Llobregat".